# Caribbean Karate Federation
De Caribbean Karate Federation (CKF) is een federatie van sportbonden voor karate in het Caraïbische gebied. De federatie werd opgericht in 1977. Een van haar leden is de Surinaamse Karate Associatie. De CKF houdt zich onder meer bezig met internationale sportwedstrijden, zoals de jaarlijkse Caraïbische karatekampioenschappen. De CKF is gevestigd in Demerara in Guyana.